# Aleksandr Ivanovich Lebed
Aleksandr Ivanovich Lebed (tiếng Nga: Алекса́ндр Ива́нович Ле́бедь; 20 tháng 4 năm 1950 tại Novocherkassk – 28 tháng 4 năm 2002) là một trung tướng và chính trị gia người Nga. Ông về thứ ba trong cuộc bầu cử Tổng thống Nga năm 1996, với 14,5% số phiếu bầu trên toàn quốc. Sau này ông trở thành Thư ký Hội đồng An ninh Nga và thống đốc của Krasnoyarsk Krai, vùng lớn thứ hai của Nga. Ông làm thống đốc được bốn năm, cho tới khi thiệt mạng trong một vụ tai nạn trực thăng khi chiếc Mil Mi-8 chở ông lao xuống đất.

## Cuộc đời và sự nghiệp

### Quân đội
Aleksandr Lebed gia nhập Quân đội Liên Xô năm 1970. Là một sĩ quan không quân, cấp chỉ huy cao nhất trong tiểu đoàn, ông đã chứng tỏ trình độ xuất sắc trong cuộc Chiến tranh Xô viết tại Afghanistan năm 1981-82, cũng như trong những cuộc khủng hoảng nội bộ Liên Xô tại Azerbaijan năm 1988 và 1990, và tại Gruzia năm 1989.
Lebed là chỉ huy Sư đoàn Không quân số 106 từ năm 1990 tới năm 1991. Ông đã được cả quốc gia biết đến sau cuộc Đảo chính Xô viết năm 1991, trong đó những người cộng sản theo đường lối cứng rắn tìm cách lật đổ chính phủ của Mikhail Sergeyevich Gorbachyov nhằm đảo ngược những cuộc cải cách của ông ta. Ở thời kỳ khủng hoảng nghiêm trọng nhất, quân đội đã được những người cộng sản theo đường lối cứng rắn ra lệnh bao vây Nhà trắng, trụ sở Hạ viện Nga. Tướng Lebed được trao lệnh gửi xe tăng tới nhưng ông không bao giờ có hành động nào chống lại các nghị sĩ và Boris Yeltsin, tổng thống Cộng hoà xã hội chủ nghĩa Liên bang Nga.
Lebed được thăng chức và trở thành phó của Chỉ huy Không quân Nga, tướng Pavel Grachev. Sau hành động bạo lực nhằm dập tắt đối lập ở Caucasus trong thập niên 1980, gồm cả việc giải tán bằng bạo lực cuộc tuần hành ủng hộ dân chủ phía trước toà nhà chính phủ ở Tbilisi (Gruzia) khiến hai mươi người chết, từ tháng 6 năm 1992 Aleksandr Lebed được phong làm chỉ huy Quân đoàn Phòng vệ số 14, đóng quân tại Moldova, đóng vai trò chính trong cuộc khủng hoảng Xung đột tại Transnistria và Gagauzia.

### Tham gia chính trị
Ngày 30 tháng 5 năm 1995, Lebed từ chức để tham gia chính trị Nga thời hậu Xô viết. Trong cuộc bầu cử vào Duma Quốc gia tháng 12 năm 1995, Lebed lãnh đạo đảng quốc gia ôn hoà Đại hội các Cộng đồng Nga. Đảng không có đủ số phiếu 5% để có ghế trong nghị viện, nhưng Lebed được bầu trong một khu vực bầu cử.

### Bầu cử Tổng thống và Hội đồng An ninh
Lebed tham gia tranh cử tổng thống Nga năm 1996 và về thứ ba với 14,5% phiếu bầu trong vòng một, sau vị tổng thống đương nhiệm Boris Yeltsin và nhà lãnh đạo Cộng sản Gennady Zyuganov. Hai ngày sau vòng bầu cử đầu tiên, Yeltsin đã chỉ định Lebed vào vị trí Thư ký Hội đồng An ninh Liên bang Nga và Cố vấn An ninh Quốc gia của Tổng thống. Đổi lại Lebed ủng hộ Yeltsin trong cuộc bầu cử vòng hai sau đó hai tuần và Yeltsin đã giành thắng lợi.
Chính trị của Lebed mang tính quân sự rõ ràng. Ông thích thành công của Augusto Pinochet tại Chile, tuyên bố trong một bài báo "duy trì quân đội là căn bản để duy trì chính phủ". Là một chính trị gia có tài, Lebed, người cũng là tác giả của nhiều bài thơ, thực hiện theo lời khuyên của các cố vấn chính trị bắt đầu lên tiếng thể hiện và thực hiện tuyên truyền tại những cuộc xuất hiện trước công chúng, đưa ra hình ảnh một "nhân vật quốc gia Nga cuồng nhiệt".
Khi giữ chức chủ tịch Hội đồng An ninh, Lebed đã lãnh đạo các cuộc đàm phán với Tổng thống Chechnia Aslan Maskhadov và ký kết các thoả thuận tại thị trấn Khasavyurt của Dagestan chấm dứt cuộc Chiến tranh Chechenia lần thứ nhất vào tháng 8 năm 1996. Ông bị Tổng thống Yeltsin cách chức khỏi Hội đồng An ninh tháng 10 năm 1996, sau cuộc xung đột của Lebed với vị Bộ trưởng Nội vụ đầy ảnh hưởng Anatoly Kulikov.
Ngày 7 tháng 9 năm 1997, Lebed tuyên bố trong một cuộc phỏng vấn rằng hàng trăm cặp hạt nhân được chế tạo thời Xô viết cho mục đích phá hoại ngầm "đã không còn ở trong tầm kiểm soát của các lực lượng vũ trang Nga". Chính phủ Liên bang Nga bác bỏ tuyên bố của Lebed và nói rằng những vũ khí như vậy chưa từng được chế tạo. Tuy nhiên, kẻ đào tẩu thuộc GRU Stanislav Lunev đã xác nhận rằng những chiếc cặp như vậy có tồn tại và cho rằng có thể chúng đã được triển khai.

### Krasnoyarsk
Ngày 17 tháng 5 năm 1998, Lebed giành chiến thắng trong cuộc bầu cử thống đốc Krasnoyarsk Krai, vùng lớn thứ hai của Nga.
Ông giữ chức thống đốc Krasnoyarsk cho tới khi qua đời trong một vụ tai nạn trực thăng nhiều nghi vấn ngày 28 tháng 4 năm 2002, ông là người nhiều ảnh hưởng trong quân đội cho tới những giây phút cuối đời. Nguyên nhân chính thức của vụ tai nạn được cho là chiếc trực thăng đã đâm vào đường dây điện trong điều kiện thời tiết sương mù tại Núi Sayan. Cái chết của ông bị đặt nhiều nghi vấn.
Ông có vợ là Inna, hai con trai và một con gái, và người anh/em trai Aleksey.

## Trích dẫn
- (Về cuộc Chiến tranh Xô viết tại Afghanistan) "Chúng tôi bắt đầu cuộc chiến với những mục tiêu cao cả, nhưng khi chấm dứt nó đã trở thành một cuộc chiến chống lại nhân dân."
- (Về cuộc Chiến tranh Transnistria): "Tôi tự hào rằng chúng tôi đã giúp trang bị vũ khí cho những người lính [ly khai] Transnistrian chống lại những kẻ phát xít Moldova"[3].
- (Về cuộc Chiến tranh Transnistria): "Tôi đã nói với những kẻ lưu manh [ly khai] ở Tiraspol và những tên phát xít [chính phủ] tại Chisinau -- hoặc các người phải thôi giết lẫn nhau, hoặc tôi sẽ bắn tất cả với những chiếc xe tăng của tôi."[4]
- (Về Chiến tranh Chechnia) "Những cậu bé chưa được chuẩn bị, chưa được huấn luyện đã bị ném ra đối mặt với những viên đạn. Một quyền lực tội ác đã gửi hàng trăm công dân như vậy của mình tới những cái chết chắc chắn."
- (Về thủ đô Grozny của Chechnia) "Ở đây chúng ta có một thành phố Nga, đã bị ném bom ra từng mảnh bởi những chiếc máy bay Nga, do những người dân đóng thuế Nga trả tiền, và nay họ lại sắp sửa phải trả tiền để khôi phục lại nó."
- (Về Chính phủ Nga) "Những kẻ có lợi là những kẻ cầm quyền ở trên cao. Chúng giữ những chiếc bánh cho mình và trao đồ vứt đi cho dân chúng."
- (Về bộ trưởng quốc phòng Nga Pavel Grachev) "Tôi không thích gái điếm, kể cả khi chúng mặc váy hay mặc quần."
- (Về nhà chính trị quốc gia cực đoan Vladimir Zhirinovsky) "Con khỉ của Chúa."[5]
- (Về dân chủ phương Tây): "Họ ủng hộ Yeltsin người đã gây ra chiến tranh ở Moldova. Tôi ngăn chặn nó. Ông ta lại gây ra chiến tranh ở Chechnya. Tôi ngăn chặn nó. Vậy ai là nhà dân chủ lớn hơn, ông ấy hay tôi? Dân chủ là chiến tranh hay hoà bình? Tôi nghĩ là hoà bình."
- (Về người Nga) "Đa số người Nga không quan tâm việc họ bị cai trị bởi những kẻ phát xít hay cộng sản hay thậm chí cả Người Sao Hoả khi họ vẫn có thể mua sáu loại xúc xích trong cửa hàng và hàng lô vodka giá rẻ."
- (Về chính minh) "Tôi không phải không có lầm lỗi. Không thể có một vị tướng không quân mà không mắc lỗi. Tôi phỉ nhổ vào những con số xếp hạng mức độ nổi tiếng. Tôi sống và làm việc theo cách tôi thấy thích hợp."